# 拉沙佩勒兰苏安
拉沙佩勒兰苏安（法語：La Chapelle-Rainsouin，法語發音：[la ʃapɛl ʁɛ̃swɛ̃]）是法国马耶讷省的一个市镇，属于拉瓦勒区。

## 地理
拉沙佩勒兰苏安（48°5'55"N, 0°31'12"W）面积18.05 平方千米，位于法国卢瓦尔河地区大区马耶讷省，该省份为法国西北部内陆省份。
与拉沙佩勒兰苏安接壤的市镇（或旧市镇、城区）包括：阿让特雷、利韦、圣莱热、韦特河畔苏尔热、韦日、埃夫龙。

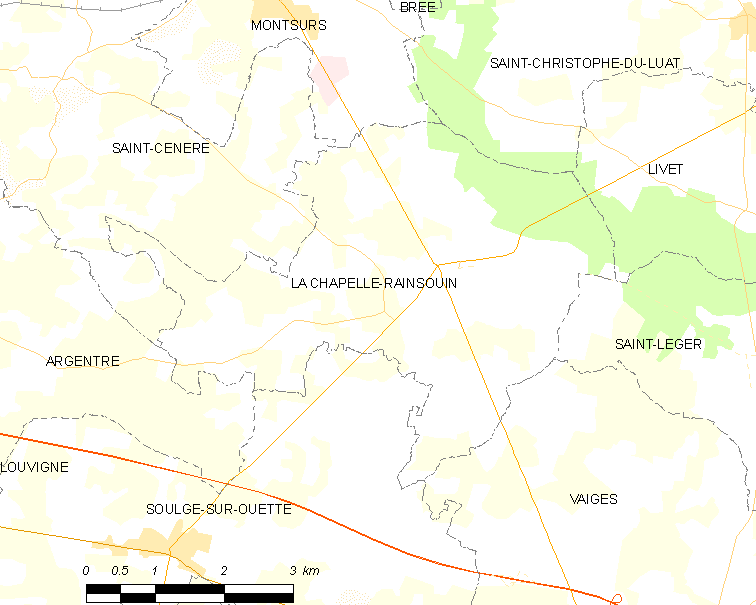
拉沙佩勒兰苏安的OSM定位图

拉沙佩勒兰苏安的时区为UTC+01:00、UTC+02:00（夏令时）。

## 行政
拉沙佩勒兰苏安的邮政编码为53150，INSEE市镇编码为53059。

## 政治
拉沙佩勒兰苏安所属的省级选区为梅莱迪迈讷县。

## 人口

1962-2008年间拉沙佩勒兰苏安人口变化图示

拉沙佩勒兰苏安于2022年1月1日时的人口数量为413人。